# Catedral de São Vito

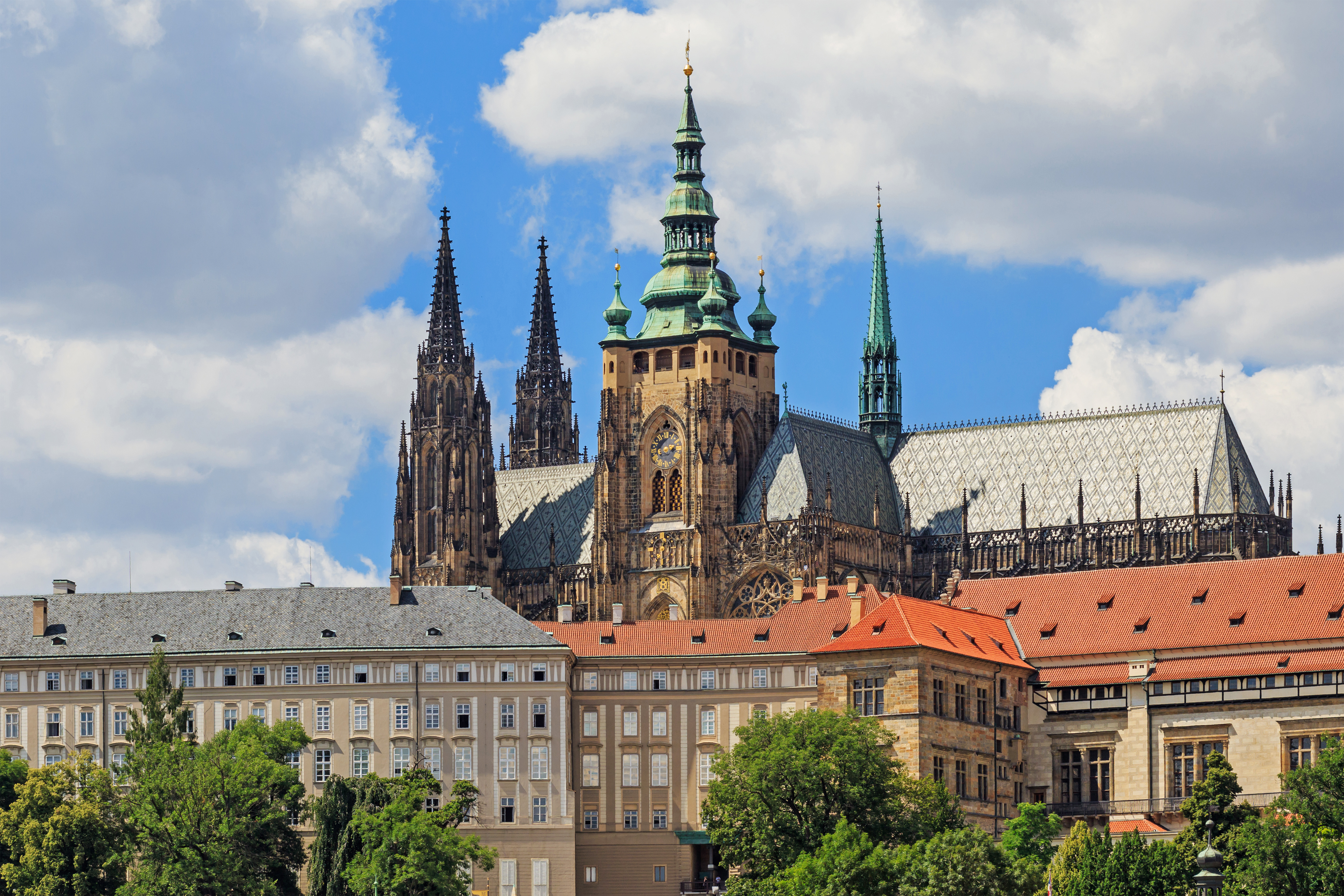
Catedral de S. Vito

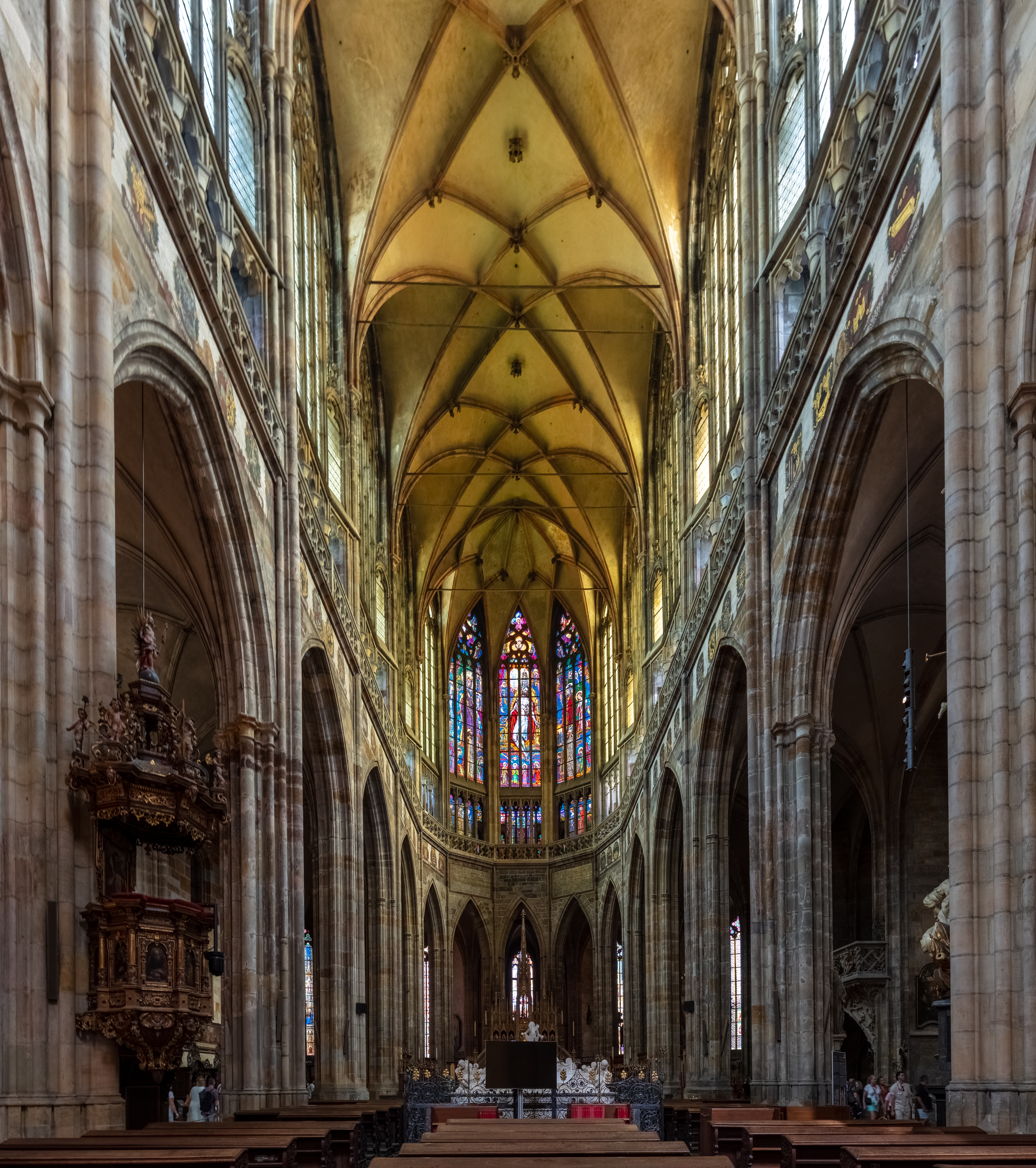
Vista do interior

A Catedral de São Vito (em checo: Katedrála svatého Víta) é uma das principais construções da cidade de Praga e a maior igreja da República Checa.
Situada no Castelo de Praga e estando construída juntamente com o castelo, a construção da catedral no seu atual estilo gótico foi iniciada em 1344 e finalizou-se, depois de uma interrupção das obras no século XV, só em 1929. Destaca-se - entre outros - a grande Capela de São Venceslau do século XIV, compreendendo mais de 1.000 pedras semi-preciosas, a par de frescos de temas bíblicos.